# Sáng tạo doanh 2020
Sáng Tạo Doanh 2020 (tiếng Trung: 创造营2020; bính âm: Chuàngzàoyíng 2020), chính thức được biết đến với tên CHUANG 2020, là một chương trình sống còn tuyển chọn nhóm nhạc nữ của Trung Quốc, được công chiếu trên Tencent Video vào ngày 2 tháng 5 năm 2020. Đây là phiên bản thứ ba của loạt chương trình Produce 101 phiên bản Trung. Bảy thành viên cuối cùng được ra mắt với tư cách là thành viên của BonBon Girls 303 (Thiếu nữ kẹo cứng 303).

## Huấn luyện viên

### Huấn luyện viên chính
- Hoàng Tử Thao[4]
- Lộc Hàm
- Tống Thiến[5]
- Mao Bất Dịch

### Huấn luyện viên đặc biệt
- Đại Trương Vĩ
- Ngô Diệc Phàm
- Tần Hải Lộ

## Thí sinh
Phân loại màu
- Top 7 của tuần
- Thoát khỏi bị loại
- Bị loại trong tập 4 (công bố xếp hạng lần đầu)
- Bị loại trong tập 5
- Bị loại trong tập 7 (công bố xếp hạng lần hai)
- Bị loại trong tập 9 (công bố xếp hạng lần ba)
- Bị loại trong tập 10 (công bố xếp hạng chung kết)
- Rời khỏi chương trình
- Thành viên của BonBon Girls 303

| Công ty                                              | Tên                             | Đánh giá lớp  | Đánh giá lớp  | Xếp hạng | Xếp hạng | Xếp hạng     | Xếp hạng     | Xếp hạng   | Xếp hạng   | Xếp hạng              | Xếp hạng              | Xếp hạng              |
| Công ty                                              | Tên                             | 1             | 2             | Tập 1    | Tập 3    | Tập 4        | Tập 5        | Tập 6      | Tập 7      | Tập 8                 | Tập 9                 | Tập 10                |
| Công ty                                              | Tên                             | 1             | 2             | #        | #        | #            | #            | #          | #          | #                     | #                     | #                     |
| ---------------------------------------------------- | ------------------------------- | ------------- | ------------- | -------- | -------- | ------------ | ------------ | ---------- | ---------- | --------------------- | --------------------- | --------------------- |
| Thực tập sinh tự do                                  | Lý Thừa Tịch (李丞汐)           | B (Main)      | C (Dự bị)     | 59       | 77       | 75 (Reserve) | 75 (Reserve) | Đã bị loại | Đã bị loại | Đã bị loại            | Đã bị loại            | Đã bị loại            |
| 1CM Lingyu Entertainment (1CM领誉)                   | Tất Thiểu Nham (毕少岩)         | C (Dự bị)     | C (Dự bị)     | 43       | 61       | 78           | Đã bị loại   | Đã bị loại | Đã bị loại | Đã bị loại            | Đã bị loại            | Đã bị loại            |
| Love Survive (爱声存)                                | Trần Nhu Băng (陈柔冰)          | F (Back Seat) | C (Dự bị)     | 51       | 80       | 85           | Đã bị loại   | Đã bị loại | Đã bị loại | Đã bị loại            | Đã bị loại            | Đã bị loại            |
| White Media (白色系)                                 | Trần Hân Diệp (陈欣叶)          | F (Back Seat) | B (Main)      | 40       | 55       | 72           | Đã bị loại   | Đã bị loại | Đã bị loại | Đã bị loại            | Đã bị loại            | Đã bị loại            |
| Bates MeThinks (达意美施)                            | Lạp Na (拉娜)                   | C (Dự bị)     | B (Main)      | 27       | 29       | 43           | 13           | 17         | 26         | 22                    | 22                    | Đã bị loại            |
| Danmu Culture (蛋木文化)                             | Trọng Phi Phi (仲菲菲)          | F (Back Seat) | C (Dự bị)     | 44       | 49       | 47           | 31           | 37         | 34         | 26                    | 27                    | Đã bị loại            |
| One Entertaintment (缔壹娱乐)                        | Mạnh Hoan (孟欢)                | F (Back Seat) | C (Reserve)   | 61       | 52       | 56           | Đã bị loại   | Đã bị loại | Đã bị loại | Đã bị loại            | Đã bị loại            | Đã bị loại            |
| One Entertaintment (缔壹娱乐)                        | Ngô Hiểu Ngưng (吴晓凝)         | F (Back Seat) | F (Back Seat) | 65       | 93       | 93           | Đã bị loại   | Đã bị loại | Đã bị loại | Đã bị loại            | Đã bị loại            | Đã bị loại            |
| One Entertaintment (缔壹娱乐)                        | Vu Dương Tử (于扬子)            | F (Back Seat) | F (Back Seat) | 75       | 60       | 24           | 40           | 48         | 50         | Đã bị loại            | Đã bị loại            | Đã bị loại            |
| One Entertaintment (缔壹娱乐)                        | Dư Tử Ngư (余子鱼)              | F (Back Seat) | C (Reserve)   | 70       | 59       | 35           | 43           | 50         | 52         | Đã bị loại            | Đã bị loại            | Đã bị loại            |
| Gonna Star Media (光视传媒)                          | Vương Lệ Na (王丽娜)            | B (Main)      | F (Back Seat) | 35       | 47       | 54           | 48           | 51         | 51         | Đã bị loại            | Đã bị loại            | Đã bị loại            |
| Gramarie Entertainment (果然娱乐)                    | Khương Trinh Vũ (姜贞羽)        | A (Priority)  | A (Priority)  | 8        | 6        | 6            | 10           | 9          | 9          | Rời khỏi chương trình | Rời khỏi chương trình | Rời khỏi chương trình |
| Hot Idol (好好榜样)                                  | Khang Tịch (康汐)               | F (Back Seat) | F (Back Seat) | 37       | 39       | 28           | 19           | 30         | 28         | 34                    | 33                    | Đã bị loại            |
| Hot Idol (好好榜样)                                  | Lưu Tá Ninh (刘些宁)            | A (Priority)  | C (Reserve)   | 3        | 4        | 5            | 5            | 6          | 6          | 6                     | 7                     | 6                     |
| Hot Idol (好好榜样)                                  | Lưu Vũ Lộ (刘雨露)              | F (Back Seat) | F (Back Seat) | 45       | 45       | 42           | 56           | 56         | 56         | Đã bị loại            | Đã bị loại            | Đã bị loại            |
| Hot Idol (好好榜样)                                  | Phan Tiểu Tuyết (潘小雪)        | F (Back Seat) | C (Reserve)   | 87       | 82       | 79           | Đã bị loại   | Đã bị loại | Đã bị loại | Đã bị loại            | Đã bị loại            | Đã bị loại            |
| BG Talent (黑金计划)                                 | Sử Nhuế Y (史芮伊)              | C (Reserve)   | F (Back Seat) | 57       | 37       | 39           | 53           | 54         | 55         | Đã bị loại            | Đã bị loại            | Đã bị loại            |
| Hey Hou Media (嘿吼传媒)                             | Chung Hân (钟欣)                | F (Back Seat) | F (Back Seat) | 66       | 42       | 15           | 50           | 41         | 36         | Đã bị loại            | Đã bị loại            | Đã bị loại            |
| Hoa Sách Ảnh Thị (华策影业)                          | Lý Giai Khiết (李佳洁)          | F (Back Seat) | B (Main)      | 79       | 88       | 88           | Đã bị loại   | Đã bị loại | Đã bị loại | Đã bị loại            | Đã bị loại            | Đã bị loại            |
| Huayi Brothers (华谊兄弟聚星)                        | Biện Tạp (卞卡)                 | F (Back Seat) | F (Back Seat) | 41       | 44       | 31           | 54           | 53         | 53         | Đã bị loại            | Đã bị loại            | Đã bị loại            |
| Huayi Brothers (华谊兄弟聚星)                        | Đinh Thi Dư (丁诗妤)            | F (Back Seat) | F (Back Seat) | 69       | 64       | 67           | Đã bị loại   | Đã bị loại | Đã bị loại | Đã bị loại            | Đã bị loại            | Đã bị loại            |
| Huayi Brothers (华谊兄弟聚星)                        | Hoàng Nhược Nguyên (黄若元)     | F (Back Seat) | C (Reserve)   | 82       | 94       | 96           | Đã bị loại   | Đã bị loại | Đã bị loại | Đã bị loại            | Đã bị loại            | Đã bị loại            |
| Huayi Brothers (华谊兄弟聚星)                        | Văn Tiệp (文婕)                 | F (Back Seat) | C (Reserve)   | 73       | 76       | 69           | Đã bị loại   | Đã bị loại | Đã bị loại | Đã bị loại            | Đã bị loại            | Đã bị loại            |
| Huayi Brothers (华谊兄弟聚星)                        | Tạ An Thi (谢安诗)              | F (Back Seat) | F (Back Seat) | 89       | 97       | 97           | Đã bị loại   | Đã bị loại | Đã bị loại | Đã bị loại            | Đã bị loại            | Đã bị loại            |
| Hoa Ảnh Nghệ Tinh (华影艺星)                         | Nene/Trịnh Nãi Hinh (郑乃馨)    | A (Priority)  | B (Main)      | 4        | 3        | 3            | 3            | 2          | 2          | 7                     | 5                     | 5                     |
| Gia Hành Thiên Hạ (嘉行传媒)                         | Ngao Tâm Nghi (敖心仪)          | F (Back Seat) | A (Priority)  | 11       | 15       | 17           | 42           | 44         | 37         | Đã bị loại            | Đã bị loại            | Đã bị loại            |
| Gia Hành Thiên Hạ (嘉行传媒)                         | Thôi Văn Mỹ Tú (崔文美秀)       | F (Back Seat) | B (Main)      | 50       | 48       | 36           | 51           | 52         | 48         | Đã bị loại            | Đã bị loại            | Đã bị loại            |
| Gia Hành Thiên Hạ (嘉行传媒)                         | Phùng Uyển Hạ (冯琬贺)          | F (Back Seat) | B (Main)      | 72       | 46       | 16           | 30           | 33         | 40         | Đã bị loại            | Đã bị loại            | Đã bị loại            |
| Gia Hành Thiên Hạ (嘉行传媒)                         | Lưu Mộng (刘梦)                 | F (Back Seat) | F (Back Seat) | 10       | 13       | 13           | 20           | 20         | 20         | 10                    | 15                    | 14                    |
| Gia Hành Thiên Hạ (嘉行传媒)                         | Điền Kinh Phàm (田京凡)         | F (Back Seat) | C (Reserve)   | 39       | 43       | 52           | 16           | 18         | 27         | 20                    | 19                    | Đã bị loại            |
| Gia Hành Thiên Hạ (嘉行传媒)                         | Vương Nghệ Cẩn (王艺瑾)         | F (Back Seat) | B (Main)      | 7        | 7        | 7            | 7            | 7          | 7          | 2                     | 3                     | 3                     |
| Truyền thông Tân Hòa (津禾传媒)                      | Ngũ Nhã Lộ (伍雅露)             | B (Main)      | C (Reserve)   | 48       | 38       | 29           | 28           | 19         | 17         | 8                     | 11                    | 15                    |
| Le Teng Performing Arts (乐腾演艺)                   | Chu Chủ Ái (朱主爱)             | C (Reserve)   | B (Main)      | 22       | 14       | 14           | 22           | 28         | 33         | 11                    | 8                     | 9                     |
| Long Thao Ngu Nhạc (龙韬娱乐)                        | Từ Nghệ Dương (徐艺洋)          | C (Reserve)   | B (Main)      | 15       | 11       | 9            | 8            | 8          | 8          | 4                     | 6                     | 8                     |
| Mộng Hưởng Cường Âm (梦响强音)                       | Hi Lâm Na Y · Cao (希林娜依·高) | F (Back Seat) | A (Priority)  | 1        | 1        | 1            | 1            | 1          | 1          | 3                     | 2                     | 1                     |
| Nahan Culture (呐喊文化)                             | Lữ Hân Úy (吕欣蔚)              | F (Back Seat) | C (Reserve)   | 100      | 92       | 86           | Đã bị loại   | Đã bị loại | Đã bị loại | Đã bị loại            | Đã bị loại            | Đã bị loại            |
| Nahan Culture (呐喊文化)                             | Bàng Tuyết Thiến (庞雪倩)       | F (Back Seat) | C (Reserve)   | 101      | 67       | 77           | Đã bị loại   | Đã bị loại | Đã bị loại | Đã bị loại            | Đã bị loại            | Đã bị loại            |
| Nahan Culture (呐喊文化)                             | Vương Kha (王柯)                | F (Back Seat) | C (Reserve)   | 78       | 23       | 26           | 18           | 27         | 32         | 19                    | 14                    | 13                    |
| Nahan Culture (呐喊文化)                             | Trương Thuần Như (张纯如)       | F (Back Seat) | C (Reserve)   | 98       | 91       | 89           | Đã bị loại   | Đã bị loại | Đã bị loại | Đã bị loại            | Đã bị loại            | Đã bị loại            |
| Nok Media (诺心传媒)                                 | Trương Nhã Trác (张雅卓)        | C (Reserve)   | B (Main)      | 71       | 36       | 40           | 55           | 55         | 54         | Đã bị loại            | Đã bị loại            | Đã bị loại            |
| Qigu Culture (齐鼓文化)                              | Lý Vũ Lộ (李雨露)               | F (Back Seat) | C (Reserve)   | 97       | 72       | 84           | Đã bị loại   | Đã bị loại | Đã bị loại | Đã bị loại            | Đã bị loại            | Đã bị loại            |
| Qigu Culture (齐鼓文化)                              | Lâm Gia Tuệ (林嘉慧)            | F (Back Seat) | B (Main)      | 53       | 51       | 61           | Đã bị loại   | Đã bị loại | Đã bị loại | Đã bị loại            | Đã bị loại            | Đã bị loại            |
| Qigu Culture (齐鼓文化)                              | Đàm Tư Tuệ (谭思慧)             | F (Back Seat) | C (Reserve)   | 94       | 70       | 83           | Đã bị loại   | Đã bị loại | Đã bị loại | Đã bị loại            | Đã bị loại            | Đã bị loại            |
| Qigu Culture (齐鼓文化)                              | Ngô Diệu Nhân (吴妙茵)          | F (Back Seat) | C (Reserve)   | 88       | 66       | 82           | Đã bị loại   | Đã bị loại | Đã bị loại | Đã bị loại            | Đã bị loại            | Đã bị loại            |
| Qiwu Entertainment (齐舞娱乐)                        | Lý Tử Mộng (李紫梦)             | A (Priority)  | B (Main)      | 30       | 40       | 50           | 44           | 40         | 41         | Đã bị loại            | Đã bị loại            | Đã bị loại            |
| Soundnova Culture (声曜文化)                         | Tạ An Nhiên (谢安然)            | B (Main)      | F (Back Seat) | 17       | 18       | 20           | 17           | 24         | 29         | 17                    | 21                    | Đã bị loại            |
| Thời Đại Phong Tuấn (时代峰峻)                       | Trương Nghệ Phàm (张艺凡)       | F (Back Seat) | C (Reserve)   | 5        | 5        | 4            | 4            | 5          | 5          | 9                     | 9                     | 7                     |
| Shanghai Star48 Culture Media Group SNH48 (丝芭传媒) | Trần Kha (陈珂)                 | C (Reserve)   | C (Reserve)   | 23       | 20       | 18           | 24           | 16         | 21         | 31                    | 31                    | Đã bị loại            |
| Shanghai Star48 Culture Media Group SNH48 (丝芭传媒) | Trần Thiến Nam (陈倩楠)         | C (Reserve)   | C (Reserve)   | 19       | 21       | 34           | 26           | 25         | 19         | 24                    | 25                    | Đã bị loại            |
| Shanghai Star48 Culture Media Group SNH48 (丝芭传媒) | Hoàng Ân Như (黄恩茹)           | C (Reserve)   | C (Reserve)   | 36       | 32       | 46           | 32           | 42         | 38         | Đã bị loại            | Đã bị loại            | Đã bị loại            |
| Shanghai Star48 Culture Media Group SNH48 (丝芭传媒) | Lý Giai Ân (李佳恩)             | C (Reserve)   | C (Reserve)   | 32       | 33       | 41           | 37           | 35         | 35         | 32                    | 32                    | Đã bị loại            |
| Shanghai Star48 Culture Media Group SNH48 (丝芭传媒) | Mã Ngọc Linh (马玉灵)           | C (Reserve)   | F (Back Seat) | 25       | 35       | 44           | 46           | 46         | 46         | Đã bị loại            | Đã bị loại            | Đã bị loại            |
| Shanghai Star48 Culture Media Group SNH48 (丝芭传媒) | Tôn Trân Ny (孙珍妮)            | C (Reserve)   | C (Reserve)   | 18       | 17       | 19           | 25           | 11         | 11         | 16                    | 18                    | Đã bị loại            |
| Shanghai Star48 Culture Media Group SNH48 (丝芭传媒) | Triệu Việt (赵粤)               | C (Reserve)   | C (Reserve)   | 12       | 10       | 10           | 6            | 4          | 4          | 1                     | 1                     | 2                     |
| Shangyue Culture AKB48 Team SH (尚越文化)            | Lưu Niệm (刘念)                 | C (Reserve)   | C (Reserve)   | 28       | 27       | 30           | 21           | 21         | 24         | 12                    | 10                    | 12                    |
| Shangyue Culture AKB48 Team SH (尚越文化)            | Vạn Phương Chu (万芳舟)         | C (Reserve)   | C (Reserve)   | 74       | 58       | 58           | Đã bị loại   | Đã bị loại | Đã bị loại | Đã bị loại            | Đã bị loại            | Đã bị loại            |
| Shangyue Culture AKB48 Team SH (尚越文化)            | Vương Vũ Đóa (王雨朵)           | C (Reserve)   | F (Back Seat) | 67       | 73       | 68           | Đã bị loại   | Đã bị loại | Đã bị loại | Đã bị loại            | Đã bị loại            | Đã bị loại            |
| Shangyue Culture AKB48 Team SH (尚越文化)            | Chu Linh (朱苓)                 | C (Reserve)   | C (Reserve)   | 54       | 53       | 51           | 52           | 47         | 47         | Đã bị loại            | Đã bị loại            | Đã bị loại            |
| ETM Skies (ETM活力时代)                              | Tô Nhuế Kỳ (苏芮琪)             | B (Main)      | A (Priority)  | 13       | 12       | 12           | 11           | 13         | 13         | 18                    | 13                    | 11                    |
| Top One Culture (拓普腕文化)                         | Cao Trực (高直)                 | F (Back Seat) | B (Main)      | 16       | 22       | 48           | 49           | 49         | 49         | Đã bị loại            | Đã bị loại            | Đã bị loại            |
| Top One Culture (拓普腕文化)                         | Lưu Thi Kỳ (刘诗琦)             | F (Back Seat) | F (Back Seat) | 60       | 84       | 90           | Đã bị loại   | Đã bị loại | Đã bị loại | Đã bị loại            | Đã bị loại            | Đã bị loại            |
| Top One Culture (拓普腕文化)                         | Tạ Anh Tuấn (谢樱俊)            | F (Back Seat) | F (Back Seat) | 68       | 89       | 92           | Đã bị loại   | Đã bị loại | Đã bị loại | Đã bị loại            | Đã bị loại            | Đã bị loại            |
| Top One Culture (拓普腕文化)                         | Triệu Thiên Ái (赵天爱)         | F (Back Seat) | F (Back Seat) | 99       | 96       | 98           | Đã bị loại   | Đã bị loại | Đã bị loại | Đã bị loại            | Đã bị loại            | Đã bị loại            |
| Attitude Music (态度音乐)                            | Tôn Lộ Lộ (孙露鹭)              | B (Main)      | C (Reserve)   | 85       | 95       | 95           | Đã bị loại   | Đã bị loại | Đã bị loại | Đã bị loại            | Đã bị loại            | Đã bị loại            |
| TH Entertainment (天浩盛世)                          | Trần Trác Tuyền (陈卓璇)        | A (Priority)  | C (Reserve)   | 2        | 2        | 2            | 2            | 3          | 3          | 5                     | 4                     | 4                     |
| TH Entertainment (天浩盛世)                          | Hồ Gia Hân (胡嘉欣)             | B (Main)      | B (Main)      | 24       | 19       | 22           | 14           | 14         | 16         | 28                    | 28                    | Đã bị loại            |
| TH Entertainment (天浩盛世)                          | Hồ Mã Nhĩ (胡玛尔)              | B (Main)      | C (Reserve)   | 42       | 41       | 38           | 27           | 26         | 31         | 33                    | 34                    | Đã bị loại            |
| TH Entertainment (天浩盛世)                          | Khương Đan (姜丹)               | B (Main)      | F (Back Seat) | 52       | 57       | 65           | Đã bị loại   | Đã bị loại | Đã bị loại | Đã bị loại            | Đã bị loại            | Đã bị loại            |
| TH Entertainment (天浩盛世)                          | Tăng Tuyết Dao (曾雪瑶)         | B (Main)      | A (Priority)  | 34       | 26       | 23           | 23           | 22         | 22         | 30                    | 30                    | Đã bị loại            |
| TH Entertainment (天浩盛世)                          | Trương Hân Mị (张欣媚)          | B (Main)      | F (Back Seat) | 58       | 63       | 62           | Đã bị loại   | Đã bị loại | Đã bị loại | Đã bị loại            | Đã bị loại            | Đã bị loại            |
| EE-Media (天娱传媒)                                  | Diệu Tĩnh Âu (妙静鸥)           | B (Main)      | B (Main)      | 46       | 54       | 55           | 45           | 45         | 42         | Đã bị loại            | Đã bị loại            | Đã bị loại            |
| Vinida Entertainment (万立达娱乐)                    | Hoa Thừa Nghiên (华承妍)        | F (Back Seat) | C (Reserve)   | 20       | 31       | 37           | 41           | 32         | 23         | 15                    | 20                    | Đã bị loại            |
| W.M. Media (未美文化)                                | Tôn Như Vân (孙如云)            | B (Main)      | F (Back Seat) | 47       | 56       | 57 (Reserve) | 47           | 38         | 43         | Đã bị loại            | Đã bị loại            | Đã bị loại            |
| Banana Culture (香蕉娱乐)                            | Hoàng Bích Nhân (黄碧茵)        | C (Reserve)   | C (Reserve)   | 56       | 65       | 74           | Đã bị loại   | Đã bị loại | Đã bị loại | Đã bị loại            | Đã bị loại            | Đã bị loại            |
| Banana Culture (香蕉娱乐)                            | Cát Dương Liễu (吉扬柳)         | C (Reserve)   | B (Main)      | 21       | 25       | 33           | 38           | 43         | 45         | Đã bị loại            | Đã bị loại            | Đã bị loại            |
| Banana Culture (香蕉娱乐)                            | Lý Bảo Di (李保怡)              | C (Reserve)   | B (Main)      | 62       | 68       | 76           | Đã bị loại   | Đã bị loại | Đã bị loại | Đã bị loại            | Đã bị loại            | Đã bị loại            |
| Banana Culture (香蕉娱乐)                            | Lý Mộng Kỳ (李梦琦)             | C (Reserve)   | C (Reserve)   | 33       | 30       | 32           | 36           | 34         | 30         | 25                    | 26                    | Đã bị loại            |
| NewStyle Media (新湃传媒)                            | Vương Nhất Kiều (王一桥)        | B (Main)      | F (Back Seat) | 29       | 24       | 27           | 33           | 23         | 15         | 21                    | 17                    | Đã bị loại            |
| Big Picture Universal (星映环球)                     | Hồ Á Nam (胡娅楠)               | F (Back Seat) | F (Back Seat) | 92       | 98       | 101          | Đã bị loại   | Đã bị loại | Đã bị loại | Đã bị loại            | Đã bị loại            | Đã bị loại            |
| Younger Culture (亚歌文化)                           | Trần Du Cẩn (陈俞瑾)            | F (Back Seat) | F (Back Seat) | 83       | 75       | 60           | Đã bị loại   | Đã bị loại | Đã bị loại | Đã bị loại            | Đã bị loại            | Đã bị loại            |
| Turn East Media (意汇传媒)                           | Lâm Quân Di (林君怡)            | A (Priority)  | A (Priority)  | 6        | 8        | 8            | 9            | 10         | 10         | 13                    | 12                    | 10                    |
| Emperor Entertainment (英皇娱乐)                     | Mã Tư Huệ (马思惠)              | F (Back Seat) | C (Reserve)   | 26       | 28       | 49           | 39           | 29         | 25         | 27                    | 24                    | Đã bị loại            |
| Yongxuan Culture (咏絮文化)                          | Trương Thanh (张清)             | F (Back Seat) | C (Reserve)   | 38       | 50       | 45           | 29           | 31         | 18         | 29                    | 29                    | Đã bị loại            |
| Yumi Entertainment (优米娱乐)                        | Viên Gia Nghệ (袁嘉艺)          | B (Main)      | F (Back Seat) | 63       | 69       | 59           | Đã bị loại   | Đã bị loại | Đã bị loại | Đã bị loại            | Đã bị loại            | Đã bị loại            |
| Yu Heng Star Theater (玉衡星场)                      | Đồ Chỉ Oánh (屠芷莹)            | B (Main)      | B (Main)      | 49       | 62       | 53           | 35           | 39         | 44         | Đã bị loại            | Đã bị loại            | Đã bị loại            |
| Joy Pictures (卓然影业)                              | Diêu Tuệ (姚慧)                 | A (Priority)  | F (Back Seat) | 9        | 9        | 11           | 15           | 12         | 12         | 23                    | 23                    | Đã bị loại            |
| Asian Idol Factory (AIF娱乐)                         | Lý Huệ Ngọc (李惠玉)            | F (Back Seat) | F (Back Seat) | 77       | 85       | 73           | Đã bị loại   | Đã bị loại | Đã bị loại | Đã bị loại            | Đã bị loại            | Đã bị loại            |
| Asian Idol Factory (AIF娱乐)                         | Tống Vũ Miêu (宋宇苗)           | F (Back Seat) | F (Back Seat) | 80       | 83       | 87           | Đã bị loại   | Đã bị loại | Đã bị loại | Đã bị loại            | Đã bị loại            | Đã bị loại            |
| Asian Idol Factory (AIF娱乐)                         | Vương Tĩnh Hiền (王靖贤)        | F (Back Seat) | C (Reserve)   | 84       | 90       | 91           | Đã bị loại   | Đã bị loại | Đã bị loại | Đã bị loại            | Đã bị loại            | Đã bị loại            |
| Asian Idol Factory (AIF娱乐)                         | Vệ Thiến Ny (卫倩妮)            | F (Back Seat) | B (Main)      | 81       | 86       | 81           | Đã bị loại   | Đã bị loại | Đã bị loại | Đã bị loại            | Đã bị loại            | Đã bị loại            |
| Asian Idol Factory (AIF娱乐)                         | Hứa Tiêu Hàm (许潇晗)           | F (Back Seat) | B (Main)      | 31       | 34       | 25           | 12           | 15         | 14         | 14                    | 16                    | Đã bị loại            |
| Papitube                                             | Trương Hinh Văn (张馨文)        | B (Main)      | B (Main)      | 14       | 16       | 21           | 34           | 36         | 39         | Đã bị loại            | Đã bị loại            | Đã bị loại            |
| SDT Entertainment                                    | Ly Mạn (鹂蔓)                   | C (Reserve)   | B (Main)      | 91       | 81       | 71           | Đã bị loại   | Đã bị loại | Đã bị loại | Đã bị loại            | Đã bị loại            | Đã bị loại            |
| SDT Entertainment                                    | Thư Nhất Linh (舒一灵)          | C (Reserve)   | A (Priority)  | 90       | 78       | 64           | Đã bị loại   | Đã bị loại | Đã bị loại | Đã bị loại            | Đã bị loại            | Đã bị loại            |
| SDT Entertainment                                    | Vương Hy Dao (王曦瑶)           | C (Reserve)   | F (Back Seat) | 86       | 79       | 70 (Reserve) | 70 (Reserve) | Đã bị loại | Đã bị loại | Đã bị loại            | Đã bị loại            | Đã bị loại            |
| SDT Entertainment                                    | Tằng Thục Nham (曾淑岩)         | C (Reserve)   | B (Main)      | 76       | 74       | 63           | Đã bị loại   | Đã bị loại | Đã bị loại | Đã bị loại            | Đã bị loại            | Đã bị loại            |
| SDT Entertainment                                    | Trương Hinh Duẫn (张馨允)       | C (Reserve)   | B (Main)      | 55       | 71       | 66           | Đã bị loại   | Đã bị loại | Đã bị loại | Đã bị loại            | Đã bị loại            | Đã bị loại            |
| TOP CLASS Entertainment (TOP CLASS 娱乐)             | Hoàng Vũ Tình (黄雨晴)          | F (Back Seat) | B (Main)      | 96       | 101      | 100          | Đã bị loại   | Đã bị loại | Đã bị loại | Đã bị loại            | Đã bị loại            | Đã bị loại            |
| TOP CLASS Entertainment (TOP CLASS 娱乐)             | Thẩm Tiểu Đình (沈小婷)         | F (Back Seat) | B (Main)      | 64       | 87       | 80           | Đã bị loại   | Đã bị loại | Đã bị loại | Đã bị loại            | Đã bị loại            | Đã bị loại            |
| TOP CLASS Entertainment (TOP CLASS 娱乐)             | Ôn Hinh (温馨)                  | F (Back Seat) | B (Main)      | 95       | 100      | 99           | Đã bị loại   | Đã bị loại | Đã bị loại | Đã bị loại            | Đã bị loại            | Đã bị loại            |
| TOP CLASS Entertainment (TOP CLASS 娱乐)             | Châu Vũ Lâm (周雨霖)            | F (Back Seat) | F (Back Seat) | 93       | 99       | 94           | Đã bị loại   | Đã bị loại | Đã bị loại | Đã bị loại            | Đã bị loại            | Đã bị loại            |

### Top 7
| Xếp hạng | Tập 2                           | Tập 3                           | Tập 4                           | Tập 5                           | Tập 6                           | Tập 7                           | Tập 8                           | Tập 9                           | Tập 10                          |
| -------- | ------------------------------- | ------------------------------- | ------------------------------- | ------------------------------- | ------------------------------- | ------------------------------- | ------------------------------- | ------------------------------- | ------------------------------- |
| 1        | Hy Lâm Na Y · Cao (希林娜依·高) | Hy Lâm Na Y · Cao (希林娜依·高) | Hy Lâm Na Y · Cao (希林娜依·高) | Hy Lâm Na Y · Cao (希林娜依·高) | Hy Lâm Na Y · Cao (希林娜依·高) | Hy Lâm Na Y · Cao (希林娜依·高) | Triệu Việt (赵粤)               | Triệu Việt (赵粤)               | Hy Lâm Na Y · Cao (希林娜依·高) |
| 2        | Trần Trác Tuyền (陈卓璇)        | Trần Trác Tuyền (陈卓璇)        | Trần Trác Tuyền (陈卓璇)        | Trần Trác Tuyền (陈卓璇)        | Nene/Trịnh Nãi Hinh (郑乃馨)    | Nene/Trịnh Nãi Hinh (郑乃馨)    | Vương Nghệ Cẩn (王艺瑾)         | Hy Lâm Na Y · Cao (希林娜依·高) | Triệu Việt (赵粤)               |
| 3        | Lưu Tá Ninh (刘些宁)            | Nene/Trịnh Nãi Hinh (郑乃馨)    | Nene/Trịnh Nãi Hinh (郑乃馨)    | Nene/Trịnh Nãi Hinh (郑乃馨)    | Trần Trác Tuyền (陈卓璇)        | Trần Trác Tuyền (陈卓璇)        | Hy Lâm Na Y · Cao (希林娜依·高) | Vương Nghệ Cẩn (王艺瑾)         | Vương Nghệ Cẩn (王艺瑾)         |
| 4        | Nene/Trịnh Nãi Hinh (郑乃馨)    | Lưu Tá Ninh (刘些宁)            | Trương Nghệ Phàm (张艺凡)       | Trương Nghệ Phàm (张艺凡)       | Triệu Việt (赵粤)               | Triệu Việt (赵粤)               | Từ Nghệ Dương (徐艺洋)          | Trần Trác Tuyền (陈卓璇)        | Trần Trác Tuyền (陈卓璇)        |
| 5        | Trương Nghệ Phàm (张艺凡)       | Trương Nghệ Phàm (张艺凡)       | Lưu Tá Ninh (刘些宁)            | Lưu Tá Ninh (刘些宁)            | Trương Nghệ Phàm (张艺凡)       | Trương Nghệ Phàm (张艺凡)       | Trần Trác Tuyền (陈卓璇)        | Nene/Trịnh Nãi Hinh (郑乃馨)    | Nene/Trịnh Nãi Hinh (郑乃馨)    |
| 6        | Lâm Quân Di (林君怡)            | Khương Trinh Vũ (姜贞羽)        | Khương Trinh Vũ (姜贞羽)        | Triệu Việt (赵粤)               | Lưu Tá Ninh (刘些宁)            | Lưu Tá Ninh (刘些宁)            | Lưu Tá Ninh (刘些宁)            | Từ Nghệ Dương (徐艺洋)          | Lưu Tá Ninh (刘些宁)            |
| 7        | Vương Nghệ Cẩn (王艺瑾)         | Vương Nghệ Cẩn (王艺瑾)         | Vương Nghệ Cẩn (王艺瑾)         | Vương Nghệ Cẩn (王艺瑾)         | Vương Nghệ Cẩn (王艺瑾)         | Vương Nghệ Cẩn (王艺瑾)         | Nene/Trịnh Nãi Hinh (郑乃馨)    | Lưu Tá Ninh (刘些宁)            | Trương Nghệ Phàm (张艺凡)       |

### BonBon Girls 303
Chung kết diễn ra trực tiếp ngày 4 tháng 7 năm 2020. Bảy thực tập sinh cuối cùng ra mắt dưới tên 硬糖少女303 (BonBon Girls 303).
| # | Tập 10 (Tổng phiếu bầu)         | Tập 10 (Tổng phiếu bầu) | Tập 10 (Tổng phiếu bầu)                              |
| # | Tên                             | Số phiếu                | Công ty                                              |
| - | ------------------------------- | ----------------------- | ---------------------------------------------------- |
| 1 | Hy Lâm Na Y · Cao (希林娜依·高) | 251,110,993             | Mộng Hưởng Cường Âm (梦响强音)                       |
| 2 | Triệu Việt (赵粤)               | 180,117,595             | Shanghai Star48 Culture Media Group SNH48 (丝芭传媒) |
| 3 | Vương Nghệ Cẩn (王艺瑾)         | 147,605,682             | Gia Hành Thiên Hạ (嘉行传媒)                         |
| 4 | Trần Trác Tuyền (陈卓璇)        | 145,019,245             | Thiên Hạo Thịnh Thế (天浩盛世)                       |
| 5 | Nene/Trịnh Nãi Hinh (郑乃馨)    | 125,278,972             | Hoa Ảnh Nghệ Tinh (华影艺星)                         |
| 6 | Lưu Tá Ninh (刘些宁)            | 93,272,515              | Hot Idol (好好榜样)                                  |
| 7 | Trương Nghệ Phàm (张艺凡)       | 91,588,994              | Thời Đại Phong Tuấn (时代峰峻)                       |

## Công diễn

### Công diễn 1: Đấu nhóm
Phân loại màu
- Nhóm thắng
- Trung tâm/Nhóm trưởng

| # | Nhóm                                         | Ca sĩ gốc      | Bài hát                                                          | Thành viên          | Số phiếu nhóm |
| - | -------------------------------------------- | -------------- | ---------------------------------------------------------------- | ------------------- | ------------- |
| 1 | LTG (Hoàng Tử Thao và Lộc Hàm)               | Vương Tâm Lăng | Honey                                                            | Nene/Trịnh Nãi Hinh | 20            |
| 1 | LTG (Hoàng Tử Thao và Lộc Hàm)               | Vương Tâm Lăng | Honey                                                            | Biện Tạp            | 20            |
| 1 | LTG (Hoàng Tử Thao và Lộc Hàm)               | Vương Tâm Lăng | Honey                                                            | Hoàng Ân Như        | 20            |
| 1 | LTG (Hoàng Tử Thao và Lộc Hàm)               | Vương Tâm Lăng | Honey                                                            | Vạn Phương Chu      | 20            |
| 1 | LTG (Hoàng Tử Thao và Lộc Hàm)               | Vương Tâm Lăng | Honey                                                            | Ngũ Nhã Lộ          | 20            |
| 1 | LTG (Hoàng Tử Thao và Lộc Hàm)               | Vương Tâm Lăng | Honey                                                            | Trương Nghệ Phàm    | 20            |
| 1 | LTG (Hoàng Tử Thao và Lộc Hàm)               | Vương Tâm Lăng | Honey                                                            | Triệu Thiên Ái      | 20            |
| 1 | Bất Tống (不宋) (Tống Thiên và Mao Bất Dịch) | Trương Sắc     | Tractor Sky (手扶拖拉机斯基)                                     | Khương Đan          | 1             |
| 1 | Bất Tống (不宋) (Tống Thiên và Mao Bất Dịch) | Trương Sắc     | Tractor Sky (手扶拖拉机斯基)                                     | Lý Bảo Di           | 1             |
| 1 | Bất Tống (不宋) (Tống Thiên và Mao Bất Dịch) | Trương Sắc     | Tractor Sky (手扶拖拉机斯基)                                     | Lâm Gia Tuệ         | 1             |
| 1 | Bất Tống (不宋) (Tống Thiên và Mao Bất Dịch) | Trương Sắc     | Tractor Sky (手扶拖拉机斯基)                                     | Mã Ngọc Linh        | 1             |
| 1 | Bất Tống (不宋) (Tống Thiên và Mao Bất Dịch) | Trương Sắc     | Tractor Sky (手扶拖拉机斯基)                                     | Vương Lệ Na         | 1             |
| 1 | Bất Tống (不宋) (Tống Thiên và Mao Bất Dịch) | Trương Sắc     | Tractor Sky (手扶拖拉机斯基)                                     | Văn Tiệp            | 1             |
| 2 | LTG (Hoàng Tử Thao và Lộc Hàm)               | Thái Y Lâm     | Chiêu Bài Động Tác (招牌动作）                                   | Lưu Tá Ninh         | 5             |
| 2 | LTG (Hoàng Tử Thao và Lộc Hàm)               | Thái Y Lâm     | Chiêu Bài Động Tác (招牌动作）                                   | Hoa Thừa Nghiên     | 5             |
| 2 | LTG (Hoàng Tử Thao và Lộc Hàm)               | Thái Y Lâm     | Chiêu Bài Động Tác (招牌动作）                                   | Lý Mộng Kỳ          | 5             |
| 2 | LTG (Hoàng Tử Thao và Lộc Hàm)               | Thái Y Lâm     | Chiêu Bài Động Tác (招牌动作）                                   | Lý Tử Mộng          | 5             |
| 2 | LTG (Hoàng Tử Thao và Lộc Hàm)               | Thái Y Lâm     | Chiêu Bài Động Tác (招牌动作）                                   | Vương Kha           | 5             |
| 2 | LTG (Hoàng Tử Thao và Lộc Hàm)               | Thái Y Lâm     | Chiêu Bài Động Tác (招牌动作）                                   | Từ Nghệ Dương       | 5             |
| 2 | LTG (Hoàng Tử Thao và Lộc Hàm)               | Thái Y Lâm     | Chiêu Bài Động Tác (招牌动作）                                   | Tăng Thục Nham      | 5             |
| 2 | Bất Tống (不宋) (Tống Thiên và Mao Bất Dịch) | Tiêu Á Hiên    | Tiêu Sái Tiểu Tỷ (潇洒小姐)                                      | Tăng Tuyết Dao      | 16            |
| 2 | Bất Tống (不宋) (Tống Thiên và Mao Bất Dịch) | Tiêu Á Hiên    | Tiêu Sái Tiểu Tỷ (潇洒小姐)                                      | Ngao Tâm Nghi       | 16            |
| 2 | Bất Tống (不宋) (Tống Thiên và Mao Bất Dịch) | Tiêu Á Hiên    | Tiêu Sái Tiểu Tỷ (潇洒小姐)                                      | Khương Trinh Vũ     | 16            |
| 2 | Bất Tống (不宋) (Tống Thiên và Mao Bất Dịch) | Tiêu Á Hiên    | Tiêu Sái Tiểu Tỷ (潇洒小姐)                                      | Lâm Quân Di         | 16            |
| 2 | Bất Tống (不宋) (Tống Thiên và Mao Bất Dịch) | Tiêu Á Hiên    | Tiêu Sái Tiểu Tỷ (潇洒小姐)                                      | Thư Nhất Linh       | 16            |
| 2 | Bất Tống (不宋) (Tống Thiên và Mao Bất Dịch) | Tiêu Á Hiên    | Tiêu Sái Tiểu Tỷ (潇洒小姐)                                      | Tô Nhuế Kỳ          | 16            |
| 2 | Bất Tống (不宋) (Tống Thiên và Mao Bất Dịch) | Tiêu Á Hiên    | Tiêu Sái Tiểu Tỷ (潇洒小姐)                                      | Hy Lâm Na Y · Cao   | 16            |
| 3 | LTG (Hoàng Tử Thao và Lộc Hàm)               | Ngô Diệc Phàm  | Bát Mỳ Lớn (大碗宽面)                                            | Đồ Chỉ Oánh         | 20            |
| 3 | LTG (Hoàng Tử Thao và Lộc Hàm)               | Ngô Diệc Phàm  | Bát Mỳ Lớn (大碗宽面)                                            | Trần Kha            | 20            |
| 3 | LTG (Hoàng Tử Thao và Lộc Hàm)               | Ngô Diệc Phàm  | Bát Mỳ Lớn (大碗宽面)                                            | Trần Nhu Băng       | 20            |
| 3 | LTG (Hoàng Tử Thao và Lộc Hàm)               | Ngô Diệc Phàm  | Bát Mỳ Lớn (大碗宽面)                                            | Lý Huệ Ngọc         | 20            |
| 3 | LTG (Hoàng Tử Thao và Lộc Hàm)               | Ngô Diệc Phàm  | Bát Mỳ Lớn (大碗宽面)                                            | Tống Vũ Miêu        | 20            |
| 3 | LTG (Hoàng Tử Thao và Lộc Hàm)               | Ngô Diệc Phàm  | Bát Mỳ Lớn (大碗宽面)                                            | Tôn Lộ Lộ           | 20            |
| 3 | LTG (Hoàng Tử Thao và Lộc Hàm)               | Ngô Diệc Phàm  | Bát Mỳ Lớn (大碗宽面)                                            | Vệ Thiến Ny         | 20            |
| 3 | Bất Tống (不宋) (Tống Thiên và Mao Bất Dịch) | Lý Tư Hãn      | Trất Tức (窒息)                                                  | Lạp Na              | 1             |
| 3 | Bất Tống (不宋) (Tống Thiên và Mao Bất Dịch) | Lý Tư Hãn      | Trất Tức (窒息)                                                  | Hoàng Nhược Nguyên  | 1             |
| 3 | Bất Tống (不宋) (Tống Thiên và Mao Bất Dịch) | Lý Tư Hãn      | Trất Tức (窒息)                                                  | Lý Giai Khiết       | 1             |
| 3 | Bất Tống (不宋) (Tống Thiên và Mao Bất Dịch) | Lý Tư Hãn      | Trất Tức (窒息)                                                  | Lữ Hân Úy           | 1             |
| 3 | Bất Tống (不宋) (Tống Thiên và Mao Bất Dịch) | Lý Tư Hãn      | Trất Tức (窒息)                                                  | Mạnh Hoan           | 1             |
| 3 | Bất Tống (不宋) (Tống Thiên và Mao Bất Dịch) | Lý Tư Hãn      | Trất Tức (窒息)                                                  | Trương Thanh        | 1             |
| 4 | LTG (Hoàng Tử Thao và Lộc Hàm)               | Tôn Yến Tư     | Thần Kỳ (神奇)                                                   | Vương Nghệ Cẩn      | 1             |
| 4 | LTG (Hoàng Tử Thao và Lộc Hàm)               | Tôn Yến Tư     | Thần Kỳ (神奇)                                                   | Cao Trực            | 1             |
| 4 | LTG (Hoàng Tử Thao và Lộc Hàm)               | Tôn Yến Tư     | Thần Kỳ (神奇)                                                   | Cát Dương Liễu      | 1             |
| 4 | LTG (Hoàng Tử Thao và Lộc Hàm)               | Tôn Yến Tư     | Thần Kỳ (神奇)                                                   | Phan Tiểu Tuyết     | 1             |
| 4 | LTG (Hoàng Tử Thao và Lộc Hàm)               | Tôn Yến Tư     | Thần Kỳ (神奇)                                                   | Bàng Tuyết Thiến    | 1             |
| 4 | LTG (Hoàng Tử Thao và Lộc Hàm)               | Tôn Yến Tư     | Thần Kỳ (神奇)                                                   | Trương Tân Uyển     | 1             |
| 4 | LTG (Hoàng Tử Thao và Lộc Hàm)               | Tôn Yến Tư     | Thần Kỳ (神奇)                                                   | Triệu Việt          | 1             |
| 4 | Bất Tống (不宋) (Tống Thiên và Mao Bất Dịch) | Ikimono-gakari | Thanh Điểu (青鸟)                                                | Hoàng Vũ Tình       | 20            |
| 4 | Bất Tống (不宋) (Tống Thiên và Mao Bất Dịch) | Ikimono-gakari | Thanh Điểu (青鸟)                                                | Hoàng Bích Nhân     | 20            |
| 4 | Bất Tống (不宋) (Tống Thiên và Mao Bất Dịch) | Ikimono-gakari | Thanh Điểu (青鸟)                                                | Ly Mạn              | 20            |
| 4 | Bất Tống (不宋) (Tống Thiên và Mao Bất Dịch) | Ikimono-gakari | Thanh Điểu (青鸟)                                                | Mã Tư Huệ           | 20            |
| 4 | Bất Tống (不宋) (Tống Thiên và Mao Bất Dịch) | Ikimono-gakari | Thanh Điểu (青鸟)                                                | Vương Tĩnh Hiền     | 20            |
| 4 | Bất Tống (不宋) (Tống Thiên và Mao Bất Dịch) | Ikimono-gakari | Thanh Điểu (青鸟)                                                | Trương Nhã Trác     | 20            |
| 4 | Bất Tống (不宋) (Tống Thiên và Mao Bất Dịch) | Ikimono-gakari | Thanh Điểu (青鸟)                                                | Trọng Phi Phi       | 20            |
| 5 | LTG (Hoàng Tử Thao và Lộc Hàm)               | Marian Hill    | One time                                                         | Tất Thiểu Nham      | 10            |
| 5 | LTG (Hoàng Tử Thao và Lộc Hàm)               | Marian Hill    | One time                                                         | Trần Thiến Nam      | 10            |
| 5 | LTG (Hoàng Tử Thao và Lộc Hàm)               | Marian Hill    | One time                                                         | Lý Giai Ân          | 10            |
| 5 | LTG (Hoàng Tử Thao và Lộc Hàm)               | Marian Hill    | One time                                                         | Lưu Vũ Lộ           | 10            |
| 5 | LTG (Hoàng Tử Thao và Lộc Hàm)               | Marian Hill    | One time                                                         | Ôn Hinh             | 10            |
| 5 | LTG (Hoàng Tử Thao và Lộc Hàm)               | Marian Hill    | One time                                                         | Hứa Tiêu Hàm        | 10            |
| 5 | LTG (Hoàng Tử Thao và Lộc Hàm)               | Marian Hill    | One time                                                         | Trương Hân Mị       | 10            |
| 5 | Bất Tống (不宋) (Tống Thiên và Mao Bất Dịch) | High4/IU       | Apart from Spring, Love and Cherry Blossoms (除了爱情春天和樱花) | Chu Chủ Ái          | 11            |
| 5 | Bất Tống (不宋) (Tống Thiên và Mao Bất Dịch) | High4/IU       | Apart from Spring, Love and Cherry Blossoms (除了爱情春天和樱花) | Trần Trác Tuyền     | 11            |
| 5 | Bất Tống (不宋) (Tống Thiên và Mao Bất Dịch) | High4/IU       | Apart from Spring, Love and Cherry Blossoms (除了爱情春天和樱花) | Thôi Văn Mỹ Tú      | 11            |
| 5 | Bất Tống (不宋) (Tống Thiên và Mao Bất Dịch) | High4/IU       | Apart from Spring, Love and Cherry Blossoms (除了爱情春天和樱花) | Hồ Gia Hân          | 11            |
| 5 | Bất Tống (不宋) (Tống Thiên và Mao Bất Dịch) | High4/IU       | Apart from Spring, Love and Cherry Blossoms (除了爱情春天和樱花) | Hồ Mã Nhĩ           | 11            |
| 5 | Bất Tống (不宋) (Tống Thiên và Mao Bất Dịch) | High4/IU       | Apart from Spring, Love and Cherry Blossoms (除了爱情春天和樱花) | Sử Nhuế Y           | 11            |
| 5 | Bất Tống (不宋) (Tống Thiên và Mao Bất Dịch) | High4/IU       | Apart from Spring, Love and Cherry Blossoms (除了爱情春天和樱花) | Vương Hi Dao        | 11            |
| 6 | LTG (Hoàng Tử Thao và Lộc Hàm)               | Uông Siêu Phàm | Tùy Tiện (随便)                                                  | Chung Hân           | 14            |
| 6 | LTG (Hoàng Tử Thao và Lộc Hàm)               | Uông Siêu Phàm | Tùy Tiện (随便)                                                  | Trần Hân Diệp       | 14            |
| 6 | LTG (Hoàng Tử Thao và Lộc Hàm)               | Uông Siêu Phàm | Tùy Tiện (随便)                                                  | Hồ Á Nam            | 14            |
| 6 | LTG (Hoàng Tử Thao và Lộc Hàm)               | Uông Siêu Phàm | Tùy Tiện (随便)                                                  | Lý Thừa Tịch        | 14            |
| 6 | LTG (Hoàng Tử Thao và Lộc Hàm)               | Uông Siêu Phàm | Tùy Tiện (随便)                                                  | Đàm Tư Tuệ          | 14            |
| 6 | LTG (Hoàng Tử Thao và Lộc Hàm)               | Uông Siêu Phàm | Tùy Tiện (随便)                                                  | Tạ An Thi           | 14            |
| 6 | Bất Tống (不宋) (Tống Thiên và Mao Bất Dịch) | Châu Hoa Kiện  | Đao Kiếm Như Mộng (刀剑如梦)                                     | Lưu Thi Kỳ          | 7             |
| 6 | Bất Tống (不宋) (Tống Thiên và Mao Bất Dịch) | Châu Hoa Kiện  | Đao Kiếm Như Mộng (刀剑如梦)                                     | Lý Vũ Lộ            | 7             |
| 6 | Bất Tống (不宋) (Tống Thiên và Mao Bất Dịch) | Châu Hoa Kiện  | Đao Kiếm Như Mộng (刀剑如梦)                                     | Diệu Tĩnh Âu        | 7             |
| 6 | Bất Tống (不宋) (Tống Thiên và Mao Bất Dịch) | Châu Hoa Kiện  | Đao Kiếm Như Mộng (刀剑如梦)                                     | Thẩm Tiểu Đình      | 7             |
| 6 | Bất Tống (不宋) (Tống Thiên và Mao Bất Dịch) | Châu Hoa Kiện  | Đao Kiếm Như Mộng (刀剑如梦)                                     | Vương Nhất Kiều     | 7             |
| 6 | Bất Tống (不宋) (Tống Thiên và Mao Bất Dịch) | Châu Hoa Kiện  | Đao Kiếm Như Mộng (刀剑如梦)                                     | Dư Tử Ngư           | 7             |
| 6 | Bất Tống (不宋) (Tống Thiên và Mao Bất Dịch) | Châu Hoa Kiện  | Đao Kiếm Như Mộng (刀剑如梦)                                     | Trương Thuần Như    | 7             |
| 7 | LTG (Hoàng Tử Thao và Lộc Hàm)               | Đặng Lệ Quân   | Điềm Mật Mật (甜蜜蜜)                                            | Điền Kinh Phàm      | 17            |
| 7 | LTG (Hoàng Tử Thao và Lộc Hàm)               | Đặng Lệ Quân   | Điềm Mật Mật (甜蜜蜜)                                            | Phùng Uyển Hạ       | 17            |
| 7 | LTG (Hoàng Tử Thao và Lộc Hàm)               | Đặng Lệ Quân   | Điềm Mật Mật (甜蜜蜜)                                            | Khang Tịch          | 17            |
| 7 | LTG (Hoàng Tử Thao và Lộc Hàm)               | Đặng Lệ Quân   | Điềm Mật Mật (甜蜜蜜)                                            | Ngô Diệu Nhân       | 17            |
| 7 | LTG (Hoàng Tử Thao và Lộc Hàm)               | Đặng Lệ Quân   | Điềm Mật Mật (甜蜜蜜)                                            | Trương Hân Văn      | 17            |
| 7 | LTG (Hoàng Tử Thao và Lộc Hàm)               | Đặng Lệ Quân   | Điềm Mật Mật (甜蜜蜜)                                            | Chu Vũ Lâm          | 17            |
| 7 | Bất Tống (不宋) (Tống Thiên và Mao Bất Dịch) | Wowkie Zhang   | Ha Lu Ha Lu Ha Lu (哈鹿哈鹿哈鹿)                                 | Liu Nian            | 3             |
| 7 | Bất Tống (不宋) (Tống Thiên và Mao Bất Dịch) | Wowkie Zhang   | Ha Lu Ha Lu Ha Lu (哈鹿哈鹿哈鹿)                                 | Đinh Thi Dư         | 3             |
| 7 | Bất Tống (不宋) (Tống Thiên và Mao Bất Dịch) | Wowkie Zhang   | Ha Lu Ha Lu Ha Lu (哈鹿哈鹿哈鹿)                                 | Tôn Trân Ny         | 3             |
| 7 | Bất Tống (不宋) (Tống Thiên và Mao Bất Dịch) | Wowkie Zhang   | Ha Lu Ha Lu Ha Lu (哈鹿哈鹿哈鹿)                                 | Vương Vũ Đóa        | 3             |
| 7 | Bất Tống (不宋) (Tống Thiên và Mao Bất Dịch) | Wowkie Zhang   | Ha Lu Ha Lu Ha Lu (哈鹿哈鹿哈鹿)                                 | Ngô Hiểu Ngưng      | 3             |
| 7 | Bất Tống (不宋) (Tống Thiên và Mao Bất Dịch) | Wowkie Zhang   | Ha Lu Ha Lu Ha Lu (哈鹿哈鹿哈鹿)                                 | Vu Dương Tử         | 3             |
| 7 | Bất Tống (不宋) (Tống Thiên và Mao Bất Dịch) | Wowkie Zhang   | Ha Lu Ha Lu Ha Lu (哈鹿哈鹿哈鹿)                                 | Chu Linh            | 3             |
| 8 | Sân khấu đặc biệt                            | TFBoys         | Cố lên! AMIGO (Fighting! AMIGO)                                  | Lưu Mộng            | N/A           |
| 8 | Sân khấu đặc biệt                            | TFBoys         | Cố lên! AMIGO (Fighting! AMIGO)                                  | Trần Du Cẩn         | N/A           |
| 8 | Sân khấu đặc biệt                            | TFBoys         | Cố lên! AMIGO (Fighting! AMIGO)                                  | Tôn Như Vân         | N/A           |
| 8 | Sân khấu đặc biệt                            | TFBoys         | Cố lên! AMIGO (Fighting! AMIGO)                                  | Tạ An Nhiên         | N/A           |
| 8 | Sân khấu đặc biệt                            | TFBoys         | Cố lên! AMIGO (Fighting! AMIGO)                                  | Tạ Anh Tuấn         | N/A           |
| 8 | Sân khấu đặc biệt                            | TFBoys         | Cố lên! AMIGO (Fighting! AMIGO)                                  | Diêu Tuệ            | N/A           |
| 8 | Sân khấu đặc biệt                            | TFBoys         | Cố lên! AMIGO (Fighting! AMIGO)                                  | Viên Gia Nghệ       | N/A           |
| 9 | Sân khấu đặc biệt (MIGO TOM/哇偶文化)        | Đại Trương Vĩ  | Na Tra Nháo (哪吒闹)                                             | Hà Cần              | N/A           |
| 9 | Sân khấu đặc biệt (MIGO TOM/哇偶文化)        | Đại Trương Vĩ  | Na Tra Nháo (哪吒闹)                                             | La Dương Vân Tử     | N/A           |
| 9 | Sân khấu đặc biệt (MIGO TOM/哇偶文化)        | Đại Trương Vĩ  | Na Tra Nháo (哪吒闹)                                             | Trương Thu Nhứ      | N/A           |
| 9 | Sân khấu đặc biệt (MIGO TOM/哇偶文化)        | Đại Trương Vĩ  | Na Tra Nháo (哪吒闹)                                             | Mai Tử              | N/A           |
| 9 | Sân khấu đặc biệt (MIGO TOM/哇偶文化)        | Đại Trương Vĩ  | Na Tra Nháo (哪吒闹)                                             | Vương Xu Dĩnh       | N/A           |

### Công diễn 2: Đánh giá vị trí
Phân loại màu
- Nhóm thắng
- Trung tâm/Nhóm trưởng
- Thực tập sinh nhiều phiếu bầu nhất
- Thực tập sinh dự bị

| # | Vị trí        | Nhóm                                         | Ca sĩ gốc                   | Bài hát                                                          | Thực tập sinh       | Phiếu bầu cá nhân | Tổng phiếu bầu cá nhân | Phiếu bầu nhóm |
| - | ------------- | -------------------------------------------- | --------------------------- | ---------------------------------------------------------------- | ------------------- | ----------------- | ---------------------- | -------------- |
| 1 | Dance         | LTG (Hoàng Tử Thao và Lộc Hàm)               | Lưu Bách Tân                | Manta                                                            | Ngao Tâm Nghi       | 74                | 331                    | 83             |
| 1 | Dance         | LTG (Hoàng Tử Thao và Lộc Hàm)               | Lưu Bách Tân                | Manta                                                            | Hồ Mã Nhĩ           | 51                | 331                    | 83             |
| 1 | Dance         | LTG (Hoàng Tử Thao và Lộc Hàm)               | Lưu Bách Tân                | Manta                                                            | Lý Tử Mộng          | 67                | 331                    | 83             |
| 1 | Dance         | LTG (Hoàng Tử Thao và Lộc Hàm)               | Lưu Bách Tân                | Manta                                                            | Tăng Tuyết Dao      | 97                | 331                    | 83             |
| 1 | Dance         | LTG (Hoàng Tử Thao và Lộc Hàm)               | Lưu Bách Tân                | Manta                                                            | Trương Hân Mị       | 42                | 331                    | 83             |
| 1 | Dance         | Bất Tống (不宋) (Tống Thiến và Mao Bất Dịch) | R1SE                        | Ai cũng đừng keo kiệt (谁都别吝啬)                               | Trần Kha            | 32                | 221                    | 19             |
| 1 | Dance         | Bất Tống (不宋) (Tống Thiến và Mao Bất Dịch) | R1SE                        | Ai cũng đừng keo kiệt (谁都别吝啬)                               | Thôi Văn Mỹ Tú      | 59                | 221                    | 19             |
| 1 | Dance         | Bất Tống (不宋) (Tống Thiến và Mao Bất Dịch) | R1SE                        | Ai cũng đừng keo kiệt (谁都别吝啬)                               | Lạp Na              | 57                | 221                    | 19             |
| 1 | Dance         | Bất Tống (不宋) (Tống Thiến và Mao Bất Dịch) | R1SE                        | Ai cũng đừng keo kiệt (谁都别吝啬)                               | Mã Ngọc Linh        | 23                | 221                    | 19             |
| 1 | Dance         | Bất Tống (不宋) (Tống Thiến và Mao Bất Dịch) | R1SE                        | Ai cũng đừng keo kiệt (谁都别吝啬)                               | Đồ Chỉ Oánh         | 50                | 221                    | 19             |
| 2 | Dance         | LTG (Hoàng Tử Thao và Lộc Hàm)               | Thái Y Lâm, Namie Amuro     | I'm not yours                                                    | Lý Mộng Kỳ          | 84                | 318                    | 41             |
| 2 | Dance         | LTG (Hoàng Tử Thao và Lộc Hàm)               | Thái Y Lâm, Namie Amuro     | I'm not yours                                                    | Biện Tạp            | 9                 | 318                    | 41             |
| 2 | Dance         | LTG (Hoàng Tử Thao và Lộc Hàm)               | Thái Y Lâm, Namie Amuro     | I'm not yours                                                    | Lý Giai Ân          | 54                | 318                    | 41             |
| 2 | Dance         | LTG (Hoàng Tử Thao và Lộc Hàm)               | Thái Y Lâm, Namie Amuro     | I'm not yours                                                    | Lưu Niệm            | 56                | 318                    | 41             |
| 2 | Dance         | LTG (Hoàng Tử Thao và Lộc Hàm)               | Thái Y Lâm, Namie Amuro     | I'm not yours                                                    | Hứa Tiêu Hàm        | 115               | 318                    | 41             |
| 2 | Dance         | Bất Tống (不宋) (Tống Thiến và Mao Bất Dịch) | Nhất Minh                   | Cưỡi Trên Chiếc Motor Nhỏ Yêu Thích Của Tôi (骑上我心爱的小摩托) | Lâm Quân Di         | 68                | 230                    | 7              |
| 2 | Dance         | Bất Tống (不宋) (Tống Thiến và Mao Bất Dịch) | Nhất Minh                   | Cưỡi Trên Chiếc Motor Nhỏ Yêu Thích Của Tôi (骑上我心爱的小摩托) | Cao Trực            | 64                | 230                    | 7              |
| 2 | Dance         | Bất Tống (不宋) (Tống Thiến và Mao Bất Dịch) | Nhất Minh                   | Cưỡi Trên Chiếc Motor Nhỏ Yêu Thích Của Tôi (骑上我心爱的小摩托) | Lưu Mộng            | 44                | 230                    | 7              |
| 2 | Dance         | Bất Tống (不宋) (Tống Thiến và Mao Bất Dịch) | Nhất Minh                   | Cưỡi Trên Chiếc Motor Nhỏ Yêu Thích Của Tôi (骑上我心爱的小摩托) | Lý Vũ Lộ            | 5                 | 230                    | 7              |
| 2 | Dance         | Bất Tống (不宋) (Tống Thiến và Mao Bất Dịch) | Nhất Minh                   | Cưỡi Trên Chiếc Motor Nhỏ Yêu Thích Của Tôi (骑上我心爱的小摩托) | Sử Nhuế Y           | 49                | 230                    | 7              |
| 2 | Dance         | Bất Tống (不宋) (Tống Thiến và Mao Bất Dịch) | Nhất Minh                   | Cưỡi Trên Chiếc Motor Nhỏ Yêu Thích Của Tôi (骑上我心爱的小摩托) | Tôn Như Vân         | N/A (Dự bị)       | 230                    | 7              |
| 3 | Vocal         | LTG (Hoàng Tử Thao và Lộc Hàm)               | Huỳnh Nghĩa Đạt             | Cô ấy nói với tôi (那女孩对我)                                   | Trần Trác Tuyền     | 34                | 238                    | 9              |
| 3 | Vocal         | LTG (Hoàng Tử Thao và Lộc Hàm)               | Huỳnh Nghĩa Đạt             | Cô ấy nói với tôi (那女孩对我)                                   | Tôn Trân Ny         | 66                | 238                    | 9              |
| 3 | Vocal         | LTG (Hoàng Tử Thao và Lộc Hàm)               | Huỳnh Nghĩa Đạt             | Cô ấy nói với tôi (那女孩对我)                                   | Điền Kinh Phàm      | 48                | 238                    | 9              |
| 3 | Vocal         | LTG (Hoàng Tử Thao và Lộc Hàm)               | Huỳnh Nghĩa Đạt             | Cô ấy nói với tôi (那女孩对我)                                   | Vương Kha           | 61                | 238                    | 9              |
| 3 | Vocal         | LTG (Hoàng Tử Thao và Lộc Hàm)               | Huỳnh Nghĩa Đạt             | Cô ấy nói với tôi (那女孩对我)                                   | Vương Lệ Na         | 29                | 238                    | 9              |
| 3 | Dance         | Bất Tống (不宋) (Tống Thiến và Mao Bất Dịch) | Tô Vận Oánh                 | Thời điểm (时候)                                                 | Khương Trinh Vũ     | 115               | 318                    | 67             |
| 3 | Dance         | Bất Tống (不宋) (Tống Thiến và Mao Bất Dịch) | Tô Vận Oánh                 | Thời điểm (时候)                                                 | Hồ Gia Hân          | 30                | 318                    | 67             |
| 3 | Dance         | Bất Tống (不宋) (Tống Thiến và Mao Bất Dịch) | Tô Vận Oánh                 | Thời điểm (时候)                                                 | Khang Tịch          | 24                | 318                    | 67             |
| 3 | Dance         | Bất Tống (不宋) (Tống Thiến và Mao Bất Dịch) | Tô Vận Oánh                 | Thời điểm (时候)                                                 | Lưu Tá Ninh         | 95                | 318                    | 67             |
| 3 | Dance         | Bất Tống (不宋) (Tống Thiến và Mao Bất Dịch) | Tô Vận Oánh                 | Thời điểm (时候)                                                 | Tạ An Nhiên         | 54                | 318                    | 67             |
| 4 | Vocal         | LTG (Hoàng Tử Thao và Lộc Hàm)               | Ôn Lam                      | Cơn gió mùa hạ (夏天的风)                                        | Trương Nghệ Phàm    | 47                | 179                    | 5              |
| 4 | Vocal         | LTG (Hoàng Tử Thao và Lộc Hàm)               | Ôn Lam                      | Cơn gió mùa hạ (夏天的风)                                        | Cát Dương Liễu      | 53                | 179                    | 5              |
| 4 | Vocal         | LTG (Hoàng Tử Thao và Lộc Hàm)               | Ôn Lam                      | Cơn gió mùa hạ (夏天的风)                                        | Dư Tử Ngư           | 14                | 179                    | 5              |
| 4 | Vocal         | LTG (Hoàng Tử Thao và Lộc Hàm)               | Ôn Lam                      | Cơn gió mùa hạ (夏天的风)                                        | Trương Nhã Trác     | 22                | 179                    | 5              |
| 4 | Vocal         | LTG (Hoàng Tử Thao và Lộc Hàm)               | Ôn Lam                      | Cơn gió mùa hạ (夏天的风)                                        | Chu Linh            | 43                | 179                    | 5              |
| 4 | Vocal         | Bất Tống (不宋) (Tống Thiến và Mao Bất Dịch) | Vương Thi An                | Một Bước Thành Thơ (一步成诗)                                    | Diệu Tĩnh Âu        | 108               | 373                    | 36             |
| 4 | Vocal         | Bất Tống (不宋) (Tống Thiến và Mao Bất Dịch) | Vương Thi An                | Một Bước Thành Thơ (一步成诗)                                    | Phùng Uyển Hạ       | 31                | 373                    | 36             |
| 4 | Vocal         | Bất Tống (不宋) (Tống Thiến và Mao Bất Dịch) | Vương Thi An                | Một Bước Thành Thơ (一步成诗)                                    | Ngũ Nhã Lộ          | 58                | 373                    | 36             |
| 4 | Vocal         | Bất Tống (不宋) (Tống Thiến và Mao Bất Dịch) | Vương Thi An                | Một Bước Thành Thơ (一步成诗)                                    | Nene/Trịnh Nãi Hinh | 120               | 373                    | 36             |
| 4 | Vocal         | Bất Tống (不宋) (Tống Thiến và Mao Bất Dịch) | Vương Thi An                | Một Bước Thành Thơ (一步成诗)                                    | Trọng Phi Phi       | 56                | 373                    | 36             |
| 5 | Vocal         | LTG (Hoàng Tử Thao và Lộc Hàm)               | EXCUSE ME (打扰一下乐团)    | Thế giới sẽ không dễ dàng sụp đổ (世界不会轻易崩塌)              | Hy Lâm Na Y · Cao   | 93                | 354                    | 57             |
| 5 | Vocal         | LTG (Hoàng Tử Thao và Lộc Hàm)               | EXCUSE ME (打扰一下乐团)    | Thế giới sẽ không dễ dàng sụp đổ (世界不会轻易崩塌)              | Trần Thiến Nam      | 22                | 354                    | 57             |
| 5 | Vocal         | LTG (Hoàng Tử Thao và Lộc Hàm)               | EXCUSE ME (打扰一下乐团)    | Thế giới sẽ không dễ dàng sụp đổ (世界不会轻易崩塌)              | Hoàng Ân Như        | 59                | 354                    | 57             |
| 5 | Vocal         | LTG (Hoàng Tử Thao và Lộc Hàm)               | EXCUSE ME (打扰一下乐团)    | Thế giới sẽ không dễ dàng sụp đổ (世界不会轻易崩塌)              | Vương Nghệ Cẩn      | 97                | 354                    | 57             |
| 5 | Vocal         | LTG (Hoàng Tử Thao và Lộc Hàm)               | EXCUSE ME (打扰一下乐团)    | Thế giới sẽ không dễ dàng sụp đổ (世界不会轻易崩塌)              | Trương Thanh        | 83                | 354                    | 57             |
| 5 | Composition   | Bất Tống (不宋) (Tống Thiến và Mao Bất Dịch) | Bài hát chưa được phát hành | Starlight MOU (星光备忘录)                                       | Diêu Tuệ            | 35                | 198                    | 11             |
| 5 | Composition   | Bất Tống (不宋) (Tống Thiến và Mao Bất Dịch) | Bài hát chưa được phát hành | Starlight MOU (星光备忘录)                                       | Tô Nhuế Kỳ          | 60                | 198                    | 11             |
| 5 | Composition   | Bất Tống (不宋) (Tống Thiến và Mao Bất Dịch) | Bài hát chưa được phát hành | Starlight MOU (星光备忘录)                                       | Vu Dương Tử         | 10                | 198                    | 11             |
| 5 | Composition   | Bất Tống (不宋) (Tống Thiến và Mao Bất Dịch) | Bài hát chưa được phát hành | Starlight MOU (星光备忘录)                                       | Chung Hân           | 59                | 198                    | 11             |
| 5 | Composition   | Bất Tống (不宋) (Tống Thiến và Mao Bất Dịch) | Bài hát chưa được phát hành | Starlight MOU (星光备忘录)                                       | Chu Chủ Ái          | 34                | 198                    | 11             |
| 5 | Composition   | Bất Tống (不宋) (Tống Thiến và Mao Bất Dịch) | Bài hát chưa được phát hành | Starlight MOU (星光备忘录)                                       | Lý Thừa Tịch        | N/A (Reserve)     | 198                    | 11             |
| 5 | Composition   | Bất Tống (不宋) (Tống Thiến và Mao Bất Dịch) | Bài hát chưa được phát hành | Starlight MOU (星光备忘录)                                       | Vương Hi Dao        | N/A (Reserve)     | 198                    | 11             |
| 6 | Dance & Vocal | Sân khấu đặc biệt (五个小超人)               | Bishop Briggs               | River                                                            | Triệu Việt          | 66                | 278                    | 82             |
| 6 | Dance & Vocal | Sân khấu đặc biệt (五个小超人)               | Bishop Briggs               | River                                                            | Hoa Thừa Nghiên     | 35                | 278                    | 82             |
| 6 | Dance & Vocal | Sân khấu đặc biệt (五个小超人)               | Bishop Briggs               | River                                                            | Mã Tư Huệ           | 67                | 278                    | 82             |
| 6 | Dance & Vocal | Sân khấu đặc biệt (五个小超人)               | Bishop Briggs               | River                                                            | Vương Nhất Kiều     | 21                | 278                    | 82             |
| 6 | Dance & Vocal | Sân khấu đặc biệt (五个小超人)               | Bishop Briggs               | River                                                            | Từ Nghệ Dương       | 89                | 278                    | 82             |

### Công diễn 3: Đấu concept
Phân loại màu
- Nhóm thắng
- Trung tâm/Nhóm trưởng
- Thực tập sinh nhiều phiếu bầu nhất

| # | Producer     | Bài hát                                         | Khách mời       | Thực tập sinh       | Phiếu bầu cá nhân | Tổng phiếu bầu cá nhân | Phiếu bầu nhóm |
| - | ------------ | ----------------------------------------------- | --------------- | ------------------- | ----------------- | ---------------------- | -------------- |
| 1 | Cung Các     | 《怪女孩》 (Quái Nữ Hài)                        | Thi Bách Vũ     | Từ Nghệ Dương       | 114               | 287                    | 78             |
| 1 | Cung Các     | 《怪女孩》 (Quái Nữ Hài)                        | Thi Bách Vũ     | Trần Kha            | 17                | 287                    | 78             |
| 1 | Cung Các     | 《怪女孩》 (Quái Nữ Hài)                        | Thi Bách Vũ     | Lạp Na              | 39                | 287                    | 78             |
| 1 | Cung Các     | 《怪女孩》 (Quái Nữ Hài)                        | Thi Bách Vũ     | Tạ An Nhiên         | 47                | 287                    | 78             |
| 1 | Cung Các     | 《怪女孩》 (Quái Nữ Hài)                        | Thi Bách Vũ     | Diêu Tuệ            | 8                 | 287                    | 78             |
| 1 | Cung Các     | 《怪女孩》 (Quái Nữ Hài)                        | Thi Bách Vũ     | Trương Nghệ Phàm    | 62                | 287                    | 78             |
| 2 | Zheng Nan    | 《离群》 (Outlier)                              | Lý Trì Đình     | Vương Nghệ Cẩn      | 111               | 286                    | 37             |
| 2 | Zheng Nan    | 《离群》 (Outlier)                              | Lý Trì Đình     | Trần Trác Tuyền     | 42                | 286                    | 37             |
| 2 | Zheng Nan    | 《离群》 (Outlier)                              | Lý Trì Đình     | Hoa Thừa Nghiên     | 17                | 286                    | 37             |
| 2 | Zheng Nan    | 《离群》 (Outlier)                              | Lý Trì Đình     | Lâm Quân Di         | 19                | 286                    | 37             |
| 2 | Zheng Nan    | 《离群》 (Outlier)                              | Lý Trì Đình     | Mã Tư Huệ           | 73                | 286                    | 37             |
| 2 | Zheng Nan    | 《离群》 (Outlier)                              | Lý Trì Đình     | Zhang Qing          | 24                | 286                    | 37             |
| 3 | Da Zhangwei  | 《每天起来唱一遍》 (Sing It Once Every Morning) | Vương Đại Lục   | Lưu Tá Ninh         | 78                | 288                    | 12             |
| 3 | Da Zhangwei  | 《每天起来唱一遍》 (Sing It Once Every Morning) | Vương Đại Lục   | Lưu Niệm            | 20                | 288                    | 12             |
| 3 | Da Zhangwei  | 《每天起来唱一遍》 (Sing It Once Every Morning) | Vương Đại Lục   | Vương Kha           | 64                | 288                    | 12             |
| 3 | Da Zhangwei  | 《每天起来唱一遍》 (Sing It Once Every Morning) | Vương Đại Lục   | Hứa Tiêu Hàm        | 24                | 288                    | 12             |
| 3 | Da Zhangwei  | 《每天起来唱一遍》 (Sing It Once Every Morning) | Vương Đại Lục   | Chu Chủ Ái          | 102               | 288                    | 12             |
| 4 | Han Xingzhou | 《对心》 (Right Place)                          | Nhậm Hào        | Triệu Việt          | 80                | 290                    | 26             |
| 4 | Han Xingzhou | 《对心》 (Right Place)                          | Nhậm Hào        | Trần Thiến Nam      | 19                | 290                    | 26             |
| 4 | Han Xingzhou | 《对心》 (Right Place)                          | Nhậm Hào        | Lưu Mộng            | 53                | 290                    | 26             |
| 4 | Han Xingzhou | 《对心》 (Right Place)                          | Nhậm Hào        | Tô Nhuế Kỳ          | 105               | 290                    | 26             |
| 4 | Han Xingzhou | 《对心》 (Right Place)                          | Nhậm Hào        | Tăng Tuyết Dao      | 33                | 290                    | 26             |
| 5 | Zheng Nan    | 《着迷》 (Mê Muội)                              | Đinh Vũ Hề      | Nene/Trịnh Nãi Hinh | 157               | 284                    | 70             |
| 5 | Zheng Nan    | 《着迷》 (Mê Muội)                              | Đinh Vũ Hề      | Hồ Gia Hân          | 45                | 284                    | 70             |
| 5 | Zheng Nan    | 《着迷》 (Mê Muội)                              | Đinh Vũ Hề      | Hồ Mã Nhĩ           | 21                | 284                    | 70             |
| 5 | Zheng Nan    | 《着迷》 (Mê Muội)                              | Đinh Vũ Hề      | Khang Tịch          | 19                | 284                    | 70             |
| 5 | Zheng Nan    | 《着迷》 (Mê Muội)                              | Đinh Vũ Hề      | Lý Giai Ân          | 30                | 284                    | 70             |
| 5 | Zheng Nan    | 《着迷》 (Mê Muội)                              | Đinh Vũ Hề      | Ngũ Nhã Lộ          | 12                | 284                    | 70             |
| 6 | Xu Rongzhen  | 《Ice Queen》                                   | Trương Vân Long | Hi Lâm Na Y · Cao   | 133               | 291                    | 65             |
| 6 | Xu Rongzhen  | 《Ice Queen》                                   | Trương Vân Long | Lý Mộng Kỳ          | 40                | 291                    | 65             |
| 6 | Xu Rongzhen  | 《Ice Queen》                                   | Trương Vân Long | Tôn Trân Ny         | 48                | 291                    | 65             |
| 6 | Xu Rongzhen  | 《Ice Queen》                                   | Trương Vân Long | Điền Kinh Phàm      | 43                | 291                    | 65             |
| 6 | Xu Rongzhen  | 《Ice Queen》                                   | Trương Vân Long | Vương Nhất Kiều     | 18                | 291                    | 65             |
| 6 | Xu Rongzhen  | 《Ice Queen》                                   | Trương Vân Long | Trọng Phi Phi       | 9                 | 291                    | 65             |

### Công diễn 4: Vòng đấu cuối
| Bài hát vòng đấu cuối             | Bài hát vòng đấu cuối |
| Bài hát                           | Thực tập sinh         |
| --------------------------------- | --------------------- |
| 《Ma đăng thiên hậu It's a Bomb》 | Nene/Trịnh Nãi Hinh   |
| 《Ma đăng thiên hậu It's a Bomb》 | Lưu Tá Ninh           |
| 《Ma đăng thiên hậu It's a Bomb》 | Chu Chủ Ái            |
| 《Ma đăng thiên hậu It's a Bomb》 | Lưu Niệm              |
| 《Ma đăng thiên hậu It's a Bomb》 | Ngũ Nhã Lộ            |
| 《Ma đăng thiên hậu It's a Bomb》 | Tô Nhuế Kỳ            |
| 《Ma đăng thiên hậu It's a Bomb》 | Vương Kha             |
| 《Ma đăng thiên hậu It's a Bomb》 | Lưu Mộng              |
| 《Hỏa vũ Phoenix》                | Triệu Việt            |
| 《Hỏa vũ Phoenix》                | Hi Lâm Na Y · Cao     |
| 《Hỏa vũ Phoenix》                | Vương Nghệ Cẩn        |
| 《Hỏa vũ Phoenix》                | Trần Trác Tuyền       |
| 《Hỏa vũ Phoenix》                | Từ Nghệ Dương         |
| 《Hỏa vũ Phoenix》                | Trương Nghệ Phàm      |
| 《Hỏa vũ Phoenix》                | Lâm Quân Di           |

| Sân khấu cá nhân đặc biệt | Sân khấu cá nhân đặc biệt | Sân khấu cá nhân đặc biệt                                | Sân khấu cá nhân đặc biệt             | Sân khấu cá nhân đặc biệt           | Sân khấu cá nhân đặc biệt |
| Nhóm                      | Thực tập sinh             | Bài hát                                                  | Ca sĩ                                 | Nhóm trình diễn                     | Trung tâm                 |
| ------------------------- | ------------------------- | -------------------------------------------------------- | ------------------------------------- | ----------------------------------- | ------------------------- |
| Vocal team                | Vương Nghệ Cẩn            | Shallow                                                  | Lady Gaga & Bradley Cooper            | Daisies bởi Katy Perry              | Hi Lâm Na Y · Cao         |
| Vocal team                | Chu Chủ Ái                | Tố Mộng                                                  | Chu Chủ Ái                            | Daisies bởi Katy Perry              | Hi Lâm Na Y · Cao         |
| Vocal team                | Từ Nghệ Dương             | Ngày Mai Của Chúng Ta                                    | Lộc Hàm/Trở lại tuổi 20 OST           | Daisies bởi Katy Perry              | Hi Lâm Na Y · Cao         |
| Vocal team                | Tô Nhuế Kỳ                | Tại Thành Đô                                             | Tô Nhuế Kỳ                            | Daisies bởi Katy Perry              | Hi Lâm Na Y · Cao         |
| Vocal team                | Ngũ Nhã Lộ                | Đêm Của Những Điều Có Thể                                | Châu Thâm                             | Daisies bởi Katy Perry              | Hi Lâm Na Y · Cao         |
| Vocal team                | Nene/Trịnh Nãi Hinh       | Tình Yêu Không Cần Thời Gian Chứng Minh (รักไม่ต้องการเวลา) | Klear                                 | Daisies bởi Katy Perry              | Hi Lâm Na Y · Cao         |
| Vocal team                | Trần Trác Truyền          | Bang Bang                                                | Jessie J, Ariana Grande & Nicki Minaj | Daisies bởi Katy Perry              | Hi Lâm Na Y · Cao         |
| Vocal team                | Hy Lâm Na Y · Cao         | Thật Muốn Yêu Thương Thế giới Này                        | Hoa Thần Vũ                           | Daisies bởi Katy Perry              | Hi Lâm Na Y · Cao         |
| Dance team                | Lâm Quân Di               | Got Your Love                                            | Dirtyphonics x RIOT                   | Dám (敢) biên đạo bởi Parris Goebel | Triệu Việt                |
| Dance team                | Trương Nghệ Phàm          | Ký Ức Sao Thủy                                           | Quách Đính                            | Dám (敢) biên đạo bởi Parris Goebel | Triệu Việt                |
| Dance team                | Lưu Mộng                  | KillaBeatZ                                               | KillaBeatZ                            | Dám (敢) biên đạo bởi Parris Goebel | Triệu Việt                |
| Dance team                | Vương Kha                 | Strip                                                    | Little Mix                            | Dám (敢) biên đạo bởi Parris Goebel | Triệu Việt                |
| Dance team                | Lưu Tá Ninh               | Do You?                                                  | TroyBoi                               | Dám (敢) biên đạo bởi Parris Goebel | Triệu Việt                |
| Dance team                | Lưu Niệm                  | No Way Man (ノーウェイマン)                              | AKB48 Team SH                         | Dám (敢) biên đạo bởi Parris Goebel | Triệu Việt                |
| Dance team                | Triệu Việt                | Thái Tử Phi Chi Vũ                                       | Thái Tử Phi Thăng Chức Ký OST         | Dám (敢) biên đạo bởi Parris Goebel | Triệu Việt                |

## Đĩa nhạc

### Đĩa đơn
| Tên                                         | Phát hành          | Ngôn ngữ    | Label   |
| ------------------------------------------- | ------------------ | ----------- | ------- |
| 《你最最最重要》 （Cậu Là Quan Trọng Nhất） | 2 tháng 5 năm 2020 | Tiếng Trung | Tencent |